# ألبرتو غولدمان
ألبرتو غولدمان (بالبرتغالية: Alberto Goldman) هو مهندس وسياسي برازيلي، ولد في 12 أكتوبر 1934 في ساو باولو في البرازيل. حزبياً، نشط في الحزب الديمقراطي الاجتماعي البرازيلي. وقد انتخب عضو مجلس النواب البرازيلي ‏.